# Newton Reigny
Newton Reigny är en ort i civil parish Catterlen, i grevskapet Cumbria i England. Orten är belägen 4 km från Penrith. Newton Reigny var en civil parish fram till 1934 när blev den en del av Catterlen. Parish hade 168 invånare år 1931.